# Somerville (Ohio)
Pour les articles homonymes, voir Somerville.
Somerville est un village américain situé dans le comté de Butler, dans l'Ohio. Selon le recensement de 2010, sa population est de 281 habitants.